# 김서방
"김서방"은 한국에서 제작된 김준식 감독의 1966년 영화이다. 김승호 등이 주연으로 출연하였고 박의순 등이 제작에 참여하였다.

## 출연

### 주연
- 김승호
- 이대엽
- 김운하

## 기타
- 조명: 변중식
- 미술: 홍성칠